# Can thiệp quân sự của Nga trong nội chiến Syria
Sự can thiệp quân sự của Nga tại Syria nằm trong bối cảnh cuộc nội chiến ở Syria, bắt đầu vào ngày 30 tháng 9 năm 2015. Nó bao gồm các cuộc không kích của quân đội Nga chống lại Nhà nước Hồi giáo Iraq và Levant, al-Qaeda ở Levant và những phe đối lập khác của Chính phủ Syria. Trước khi có sự can thiệp chính thức này, Nga đã bày tỏ thái độ ủng hộ chính quyền của Tổng thống Syria Bashar al-Assad và đã cung ứng các trang thiết bị cho quân đội Syria. Nga đã bắt đầu can thiệp sau khi có một yêu cầu chính thức từ chính phủ Syria để giúp họ chống lại lực lượng nổi dậy và các nhóm thánh chiến ở Syria. Hoa Kỳ tiếp tục nhấn mạnh rằng Tổng thống Bashar al-Assad phải từ chức và cam kết khi đó sẽ tiếp tục hỗ trợ miễn phí cho quân đội Syria.

## Bối cảnh

### Vai trò của Nga
Nội chiến ở Syria đã xảy ra giữa nhiều nhóm đối lập và các nhóm ủng hộ chính quyền Assad và những căn cứ ủng hộ địa phương và hải ngoại, tạo thành một mạng lưới phức tạp, luôn thay đổi của những quan hệ giữa các nhóm lẫn nhau. Sau gần một năm thả bom của những quốc gia được Hoa Kỳ dẫn đầu đã không đạt được hiệu quả chống lại ISIS, Nga, một đồng minh của Syria, đã bắt đầu gửi hàng trăm binh lính Nga, 28 máy bay chiến đấu, trực thăng, xe tăng và pháo binh và các quân cụ tới phi trường quốc tế Bassel Al-Assad gần hải cảng của thành phố Latakia ở Syria ngay trước phiên họp của Đại hội đồng Liên Hợp Quốc vào ngày 28.9.2015. Nga tuyên bố một liên minh cùng với Iran, Iraq và Syria chống lại ISIS.
Vào ngày 30 tháng 9 năm 2015, thượng viện của quốc hội Nga, hội đồng liên bang Nga đã chấp thuận yêu cầu của tổng thống Vladimir Putin cho không quân Nga tham dự vào cuộc chiến ở Syria. Chính phủ Syria đã chính thức yêu cầu Nga gởi quân đội trợ giúp, mà Nga đã đáp lại bằng một loạt thả bom từ trên không chống lại các lực lượng khủng bố.

#### Lực lượng tham gia
Hiện thời (6.10.2015) ở Syria theo như tin tức báo "Welt" có khoảng 2000 binh lính, cố vấn và nhân viên kỹ thuật Nga đóng quân chủ yếu là tại 2 căn cứ Latakia và Tartus. Theo NATO, qua hình ảnh từ vệ tinh người ta có thể thấy họ đang mở rộng sân bay, xây các trụ sở lớn và chỗ đáp cho trực thăng, cũng như chỗ ở của quân đội.
Tham dự vào cuộc chiến cũng có các tàu chiến của Nga ở vùng biển Caspi, mà theo bộ trưởng quốc phòng Sergej Schoigu, cũng đã bắn hỏa tiễn vào đất liền.
Lực lượng viễn chinh của Nga vào tháng 11 năm 2015 gồm có 34 máy bay, trong đó có 12 Su-24M2, 12 chiếc Su-25, 4 Su-30SM và 6 chiếc Su-34. Ngoài ra, còn có Mil Mi-24 trực thăng vũ trang., Mi-28 và Ka-52 máy bay trực thăng chiến đấu, một vài xe tăng chiến đấu và pháo tự hành, một số lính thủy đánh bộ và một số vũ khí phòng không, chẳng hạn như hệ thống Pantsir-S1 và - từ 26 tháng 11 năm 2015 - S-400 Triumf để tự bảo vệ các cơ sở quân sự cuẩ mình . Tổng số lực lượng viễn chinh là khoảng 2.000 người 

### Vai trò của Iran
Lực lượng Quds dưới sự điều khiển của tướng Qasem Soleimani đã tham dự hỗ trợ cho chính phủ Assad ngay từ ban đầu của cuộc nội chiến ở Syria 2011. Việc hỗ trợ này được thực hiện dưới nhiều hình thức, chủ yếu là huấn luyện, hậu cần, đưa các lực lượng bán quân sự đồng minh vào Syria (nhất là lực lượng Shiite), hoạch định các chiến thuật và các cuộc tác chiến, chia sẻ tin tức tình báo và vũ khí. Người ta ước tính là Iran đã giúp đỡ tài chính cho Syria hàng tỷ USD. Những chiến thắng chính yếu đạt được với sự hỗ trợ lớn lao bởi lực lượng Quds, gồm có trận đánh đồng bằng al-Ghab, các cuộc tấn công Aleppo, Dara'aya 2015 và chiến dịch al-Qusayr mà giành được sự kiểm soát của chính quyền Syria và Hezbollah ở vùng miền bắc Qalamoun và quãng đường biên giới từ Lebanon sang Syria.
Sau khi mất tỉnh Idlib trong một cuộc tấn công của phe nổi dậy vào nửa năm đầu 2015, tình hình được xem là nguy kịch cho sự sống còn của chế độ Assad. Những cuộc nói chuyện cao cấp đã xảy ra giữa Moskva và Iran mà tiếp tục cho tới bây giờ gồm có cả ngoại trưởng Nga và Iran, về những giải pháp có thể xảy ra cho xung đột ở Syria. Vào ngày 24 tháng 7, 10 ngày sau khi ký thỏa hiệp nguyên tử giữa Iran và nhóm các nước P5+1, tướng Qasem Soleimani đã viếng thăm Moskva. Mặc dù nội dung chính sác giữa Soleimani và Putin thì hầu như chỉ được ước đoán, càng ngày càng có sự nhất trí là phải có một kế hoạch tăng cường hoạt động chung của các lực lượng quân sự ở Syria.
Theo đài Hoa Kỳ Fox, Iran cũng đã gởi hàng ngàn quân lính tới Syria. Có lẽ họ đã thỏa hiệp là Nga sẽ hỗ trợ trên không cho những cuộc tấn công bằng bộ binh của quân đội Assad được trợ giúp bởi quân đội Iran và các nhóm Hisbollah bán quân sự từ Libanon.

## Diễn tiến

### Tháng 11 năm 2015
Tính tới ngày 25/11/2015, riêng số tay súng Nhóm khủng bố Nhà nước Hồi giáo (IS) bị Nga tiêu diệt bằng tên lửa hành trình là 600 tên. Trung bình mỗi ngày Nga tham chiến tiêu diệt hàng chục tên khủng bố. Nga cũng đã tiêu diệt nhiều trung tâm lọc dầu, xe chở dầu và các tuyến đường vận tải của khủng bố

### Tháng 12 năm 2015
Chỉ trong 9 ngày, không quân Nga đã tấn công gần 1.500 mục tiêu IS trên toàn lãnh thổ Syria, giúp quân đội Syria giành lại quyền kiểm soát ở nhiều tỉnh, thành. Tuyến đường buôn lậu dầu của IS ở vùng biên giới của Iraq và Syria cũng đã bị triệt phá, nguồn cung tài chính cho tổ chức này đã bị giảm tới 1/3
Cục trưởng Cục Tác chiến Bộ Tổng tham mưu Nga, Trung tướng Sergei Rudskoy cho hay với sự hỗ trợ của không quân Nga, các đơn vị của Lực lượng Dân chủ Syria (SDF) đang tiến hành tấn công Raqqa, thủ đô trên thực tế của nhóm Nhà nước Hồi giáo (IS) tự xưng. Cũng theo ông Rudskoy, không quân Nga đã thực hiện 17 cuộc không kích hỗ trợ lực lượng đối lập Syria chiến đấu gần thành phố cổ Palmyra, trong khi quân chính quyền Syria vẫn tiếp tục tiến công theo mọi hướng.
Tổng tham mưu trưởng quân đội Nga Valery Gerasimov cho biết, để hỗ trợ FSA, không quân Nga mỗi ngày tiến hành 30-40 cuộc không kích nhắm vào các nhóm IS đang giao tranh với lực lượng này. Ngoài ra, phía Nga cũng cung cấp cho FSA nhiều đạn dược, vũ khí, khí tài, quân trang quân dụng. Việc Nga hỗ trợ các lực lượng nổi dậy cho thấy quyết tâm của Nga trong cuộc chiến chống khủng bố và việc can thiệp quân sự tại Syria là để chống khủng bố chứ không phải để chống các nhóm nổi dậy.

### Tháng 1 năm 2016
Sau 100 ngày Nga hoạt động tại Syria, 217 khu dân cư và 1.000 km2 lãnh thổ đã được giải phóng khỏi tay khủng bố. Các lực lượng khủng bố tại Syria giờ cũng rơi vào tình trạng thiếu vũ khí, lương thực và nhiên liệu. Theo thống kê, lực lượng hàng không – vũ trụ Nga đã tiến hành 5.662 đợt không kích, bao gồm 145 lần bằng các máy bay ném bom tầm xa, và phóng tổng cộng 97 tên lửa hành trình từ biển cũng như đất liền.

### Tháng 2 năm 2016
Quân đội chính phủ Syria với sự hỗ trợ từ Không quân Syria đã phá vỡ vòng vây tại những khu vực mà phiến quân thiết lập vòng vây từ đầu cuộc chiến (như 2 làng Nubul và al-Zahraa) vào ngày 4 tháng 2. Sau vài tuần ném bom với cường độ cao, quân đội chính phủ Syria đã giành quyền kiểm soát hầu hết khu vực nông thôn xung quanh Allepo. Cũng trong ngày 4 tháng 2, Bộ Quốc phòng Nga tuyên bố tiêu diệt gần 900 mục tiêu của các nhóm khủng bố trong vòng 3 ngày đầu tháng 2. Thủ tướng Thổ Nhĩ Kỳ Ahmet Davutoğlu ước tính có thêm khoảng 70.000 người đang cố gắng vượt qua biên giới Thổ Nhĩ Kỳ - Syria tại tỉnh Killis. Trong tháng 2, Bộ Quốc phòng Nga thông báo các lực lượng Nga liên tục không kích tuyến tiếp tế của các nhóm khủng bố từ Thổ Nhĩ Kỳ vào Syria tại tỉnh Azaz.
Vào ngày 26 tháng 2, Hoa Kỳ và Nga đã cùng nhau đạt được thỏa thuận ngừng bắn tại Syria với sự bảo trợ của Liên hiệp quốc. Theo đó, Chinh phủ Syria và 69 phe phái thuộc lực lượng nổi dậy sẽ ngừng bắn trong 2 tuần để các nhóm nhân đạo và Liên hiệp quốc tiến hành hỗ trợ và đưa người dân thường Syria ra khỏi vùng chiến sự. Lệnh ngừng bắn không được áp dụng với các nhóm khủng bổ và các phe phái thuộc lực lượng nổi dậy không tham gia ký kết thỏa thuận ngừng bắn.

### Tháng 3 năm 2016
Trong cuộc tấn công không quân Nga vào một vị trí của IS gần thành phố Syria Palmyra, để hỗ trợ cuộc tấn công bằng đường bộ của Syria vào ngày 19 tháng 3, ít nhất 18 chiến sĩ đã bị giết chết.
Ngày 15 tháng 3, Tổng thống Nga bất ngờ tuyên bố rút lực lượng Nga tại Syria về nước sau khi cho rằng các nhiệm vụ đề ra đối với Bộ Quốc phòng Nga nhìn chung đã được hoàn tất. Theo Phát ngôn viên điện Kremlin, Peskov: "Mọi vấn đề được nêu lên trong cuộc gặp gỡ giữa Tổng thống Putin, Ngoại trưởng Lavrov và Bộ trưởng Quốc phòng Shoigu (về việc rút quân) đều được thông báo tới các đối tác Syria và thống nhất với Tổng thống al-Assad"
Ngày 27 tháng 3 năm 2016, Quân đội Syria với sự hỗ trợ của các lực lượng Nga còn lại tại Syria, Iran và Hezbollah đã giải phòng hoàn toàn thành phố Palmyra khỏi tay nhóm khủng bố Nhà nước Hồi giáo (IS).
Ngày 28 tháng 3, các máy bay chiến đấu Su-35 và Su-30SM đã hộ tống máy bay vận tải IL-76 của Không quân Syria mang 30 tấn hàng cứu trợ nhân đạo của tổ chức nhân đạo Trăng lưỡi liềm Đỏ tới 200.000 cư dân của thành phố Deir ez-Zor đang bị nhóm khủng bố Nhà nước Hồi giáo (IS) vây hãm. Trước khi có các nỗ lực của Nga và Syria, các nhóm nhân đạo đã không thể tiếp cận những người dân ở khu vực bị IS kiểm soát hoặc bao vây.

### Tháng 4 năm 2016
Ngày 4 tháng 4, 5 tấn hàng viện trợ gồm gạo, ngũ cốc, thịt bò và cá của Nga và Syria đã đến được với người dân khu vực Kanaya thuộc tỉnh Homs

### Tháng 7 năm 2016
Ngày 30 tháng 7, dưới sự hỗ trợ của Quân đội Nga và Quân chính phủ Syria, nhóm cư dân đầu tiên ở Aleppo thoát khỏi thành phố Aleppo qua một "hành lang nhân đạo" để tới khu vực phía Tây do Chính phủ Syria kiểm soát.

## Phản ứng quốc tế

### Chỉ trích từ phương Tây và Hoa Kỳ
Tổ chức Ân xá Quốc tế (AI) đã điều tra 25 cuộc không kích của Nga ở Syria từ tháng 9 đến tháng 11 năm 2015. Theo AI, dựa vào nhân chứng, hình ảnh và video, và các chuyên gia vũ khí, trong 6 cuộc tấn công ít nhất 250 thường dân và một chục tay súng đã thiệt mạng, gây thiệt hại tại các khu vực dân cư và phá hủy cơ sở hạ tầng y tế. Một trong các cuộc tấn công có nhiều nạn nhân nhất là vào một khu chợ ở trung tâm của Ariha thuộc tỉnh Idlib 49 thường dân đã bị giết chết. Ngoài ra, trong một cuộc tấn công vào khu nhà cư trú vào ngày 15 tháng 10 năm 2015, ở thị trấn nhỏ al-Ghantu ở tỉnh Homs bom nhiệt áp đã được sử dụng, 46 người, trong đó có 32 trẻ em đã bị giết chết  Trong tháng 3 năm 2016 AI cáo buộc thêm, các cuộc tấn công vào các bệnh viện đã trở thành một phần của chiến lược quân sự của quân đội Nga và Syria.. Tuy nhiên, sau đó Bộ Quốc phòng Nga cực lực phản đối những cáo buộc của AI và cho rằng cáo buộc của AI là một sự dối trá.
Tổ chức nhân quyền Human Rights Watch đưa ra tài liệu cho thấy từ ngày 26 tháng 1 năm 2016 cho đến đầu tháng 2 năm 2016 trong ít nhất 14 trường hợp, bom chùm đã được sử dụng, gây thiệt mạng cho 37 thường dân và hàng chục người bị thương.. Sau đó, Nga cũng bác bỏ thông tin này, Bộ Quốc phòng Nga thông báo bom chùm không có mặt trong các căn cứ của Nga tại Syria.
Tổ chức Bác sĩ không biên giới (MSF) trong cuộc trả lời phỏng vấn với hãng tin Reuters (Anh) ngày 15 tháng 2 năm 2015 thông báo bệnh viện của họ tại thị trấn Maaret al-Numan, tỉnh Idlib bị phá hủy vì trúng 4 quả tên lửa trong hai vụ tấn công cách nhau chừng vài phút tuy nhiên chưa thể xác định lực lượng nào gây ra vụ việc. Tuy nhiên sau đó vào ngày 27/10/2015, MSF cáo buộc các cuộc không kích do liên quân Saudi Arabia dẫn đầu đã đánh trúng và phá hủy bệnh viện của tổ chức này tại tỉnh Saada, gần biên giới với Saudi Arabia vào tối 26/10. Vụ việc khiến 200.000 người mất điều kiện chăm sóc y tế, báo Wall Street Journal đưa tin.. Trước đó, ngày 3/10/2015, hãng tin CNN (Mỹ) đưa tin MSF nói rằng 19 người, bao gồm 12 nhân viên và 7 bệnh nhân, đã chết trong cuộc không kích vào bệnh viện thuộc thành phố Kunduz, Afghanistan. Theo MSF, hơn 30 người mất tích sau khi Mỹ ném bom trúng bệnh viện vài lần. Vụ không kích nhầm nghiêm trọng đã buộc Tổng thống Mỹ Barack Obama phải lên tiếng xin lỗi. Trong cuộc họp báo ngày 7/10, người phát ngôn Nhà Trắng Josh Earnest cho biết: "Chính Tổng thống Obama đã xin lỗi về vụ việc
Hoa Kỳ cũng cáo buộc Nga, cho là lực lượng không quân Nga tại Syria rõ ràng đã tấn công các cơ sở y tế, trường học và khu chợ búa. Về sự gia tăng thương vong dân sự, Hoa Kỳ cho là "đáng lo ngại". Phát ngôn viên Bộ Ngoại giao Mỹ Mark Toner ở Washington tuyên bố rằng cách tiếp cận này của Nga, làm suy yếu việc tìm kiếm một giải pháp chính trị.
Các nhà chỉ trích, như Ngoại trưởng John Kerry và Laurent Fabius, cho là cuộc đàm phán hòa bình tại Geneva vào đầu tháng 2 năm 2016 bị ngưng lại, vì sự hỗ trợ của quân đội Nga trong cuộc tấn công của lực lượng chính phủ Syria vào Aleppo.. Vào ngày 7 tháng 2 năm 2016, Bộ trưởng Ngoại giao Nga Sergey Lavrov bày tỏ phản đối tuyên bố của Anh và nhiều nước phương Tây cho rằng Nga đang cản trở nỗ lực của quốc tế nhằm mang lại hòa bình cho Syria.
Các cuộc không kích của Nga vào Aleppo trong tháng 2 năm 2016 buộc hàng chục ngàn thường dân phải chạy trốn sang Thổ Nhĩ Kỳ. Nga đã bị chỉ trích bởi các nhà quan sát và các chính trị gia khác nhau, là đã gây ra làn sóng mới của những người tị nạn và do đó, làm trầm trọng thêm cuộc khủng hoảng người tị nạn ở châu Âu bởi các hành động quân sự. Thủ tướng Đức Angela Merkel nói trong tháng 2 năm 2016, bà "không chỉ lo sợ, mà còn kinh hãi trước những nổi đau khổ của hàng chục ngàn người dân vì các cuộc ném bom, chủ yếu từ phía Nga." Bà Merkel cho biết, Nga vi phạm một nghị quyết của Liên Hợp Quốc, chống lại các cuộc tấn công vào thường dân. Nga phủ nhận trách nhiệm của các cuộc di cư ồ ạt từ Aleppo và cuộc khủng hoảng nhân đạo ở miền bắc Syria.

### Phản ứng của Nga
Trong tất cả các cuộc phỏng vấn, phía Nga đều bác bỏ tất cả các chỉ trích của Mỹ và phương Tây về việc các cuộc không kích của Nga nhằm vào dân thường. Thủ tướng Dmitry Medvedev khi trả lời trong cuộc họp báo với người đồng cấp Pháp Manuel Valls khẳng định Nga không ném bom vào dân thường và nhấn mạnh, những cuộc không kích của Nga tại Syria chỉ nhằm vào những kẻ khủng bố
Phản ứng trước cáo buộc của Tổ chức Ân xá Thế giới về việc Nga không kích vào dân thường, Phát ngôn viên Bộ quốc phòng Nga Igor Konashenkov cho biết tại cuộc họp báo: "Chúng tôi đã xem xét báo cáo này. Một lần nữa không có thông tin chính xác và mới nào được nêu ra, chỉ toàn những điều cũ rích và giả dối mà chúng tôi vẫn liên tục bác bỏ...Tổ chức Ân xá Quốc tế tự tin cáo buộc không có các mục tiêu quân sự hay phiến quân nào trong những khu vực Nga không kích, nhưng họ không thể biết điều này và cũng không có cách nào kiểm tra...Thậm chí ngay trong phần mở đầu của báo cáo cũng nói tất cả các dữ kiện được liệt kê đều đã được nghiên cứu từ xa với những thông tin thu thập qua các cuộc trao đổi điện thoại với những người được gọi là các nhà hoạt động nhân quyền địa phương".
Ông Konashenkov cũng bác bỏ việc Nga sử dụng bom chùm. Ông nói: "Không quân Nga không sử dụng chúng. Không hề có loại vũ khí này tại căn cứ không quân Nga ở Syria"
Phó Chủ nhiệm Ủy ban Quốc phòng và an ninh tại Hội đồng Liên bang, ông Franz Klintsevich nói rằng, những động thái (làm bế tắc các hành động của Hội đồng Bảo an LHQ của Mỹ và các nước phương Tây) như vậy sẽ góp phần "... dẫn tình hình ở đất nước này (Syria) vào ngõ cụt hoàn toàn." Thượng nghị sĩ Franz Klintsevich chỉ ra rằng, từ chối ủng hộ dự thảo nghị quyết, các nước Hoa Kỳ, Anh và Pháp đã không thể hoặc có lẽ không muốn làm "dù chỉ một bước lệch khỏi các lập trường khối" và tiếp tục hành động trong khuôn khổ hình thái "phe ta-phe địch" thời "chiến tranh lạnh".
Thiếu tướng Igor Konashenkov, Phát ngôn viên Bộ Quốc phòng Nga khăng định: "Tuyên bố của Thổ Nhĩ Kỳ cáo buộc rằng máy bay Su-24 của Nga xâm phạm không phận Thổ Nhĩ Kỳ là hành động tuyên truyền vô căn cứ.". Ông Igor Konashenkov cũng nhấn mạnh Nga bắt đầu chiến dịch tại Syria sau khi cuộc khủng hoảng người di cư ở châu Âu kéo dài một thời gian, vì vậy không tồn tại mối liên hệ giữa hai vấn đề này.
Phát ngôn viên điện Kremlin, Dmitry Peskov cho biết: "Chúng tôi cực lực phản đối những tuyên bố như vậy (tuyên bố về việc Nga không kích vào các mục tiêu dân sự như bệnh viện và trường học). Như mọi lần, người đưa ra những cáo buộc vô căn cứ như trên không bao giờ chứng minh được lời nói của họ...Ngày càng có nhiều người đưa ra những tuyên bố này mà không thể chứng minh được những cáo buộc vô căn cứ của mình."
Bên cạnh đó, Nga cũng giới thiệu hệ thống SVP-24 được cho là có thể tự tính toán vị trí, thời điểm giải phóng quả bom trúng mục tiêu mà không cần điều khiển để bác bỏ các luận điệu của Mỹ và phương Tây cho rằng bom không điểu khiển của Nga ném kém chính xác gây thiệt mạng dân thường
Ngoài ra, hãng tin nhà nước Sputnk (Nga) cáo buộc hãng tin PBS (Mỹ) đã dùng đoạn băng video ghi cảnh không quân Nga xóa sổ 116 tàu chở nhiên liệu của nhóm Nhà nước Hồi giáo (IS) do Bộ Quốc phòng Nga thực hiện để minh họa cho hành động của Không quân Mỹ.
Tổng thống Putin hy vọng rằng hành động rút quân khỏi Syria sẽ trở thành một động lực tốt để khởi động đàm phán giữa các lực lượng chính trị tại Syria, ông cũng chỉ thị cho Ngoại trưởng Sergei Lavrov tăng cường vai trò tham gia của Nga trong tiến trình tìm kiếm hòa bình tại quốc gia Trung Đông này. Tổng thống Putin nói: "Tôi hy vọng rằng quyết định ngày hôm nay sẽ phát đi một tín hiệu tốt tới tất cả các phe phái xung đột tại Syria, đồng thời giúp gia tăng niềm tin từ tất cả các bên tham gia vào tiến trình tìm kiếm hòa bình cho Syria".
Ngoại trưởng Nga Sergei Lavrov cũng nói thêm: "Các vòng thảo luận (về hòa bình tại Syria) đang diễn ra và mối quan tâm chung của chúng tôi là biến các sự kiện này trở thành một tiến trình ổn định, không thể đảo ngược"
Chủ tịch Ủy ban Đối ngoại Thượng viện Nga Konstantin Kosachev phát biểu tại cuộc họp với các đại diện của NATO và Arab Saudi tại Moscow ngày 28/10: "Nước Mỹ sẽ đẩy Trung Đông vào một cuộc chiến mới tiềm ẩn nhiều nguy cơ khó lường khi điều động bộ binh đến Syria. Mọi hành động can thiệp của Mỹ và liên quân tại Syria đều không tuân theo luật pháp quốc tế. Kế hoạch điều động bộ binh đến Syria của Mỹ sẽ là một sai lầm nghiêm trọng."
Phản ứng trước cáo buộc của Anh và các nước phương Tây rằng hoạt động của Không quân Nga tại Syria không đóng góp gì cho việc giải quyết cuộc khủng hoảng tại Syria, Bộ trưởng Lavrov cho rằng, không quân của Nga đang hoạt động một cách hiệu quả tại Syria
Ngày 31 tháng 3 năm 2016, sau khi nhận được thông tin từ báo Time (Mỹ) về việc lính biên phòng Thổ Nhĩ Kỳ bắn chết 16 người tị nạn từ Syria bao gồm 3 trẻ em, Cố vấn về Nhân quyền, Dân chủ và Thượng tôn pháp luật của Bộ Ngoại giao Nga, Konstantin Dolgov nói: "Chúng tôi quan ngại sâu sắc đối với những thông tin do giới truyền thông cung cấp về vấn đề này. Nếu thông tin này được xác nhận, điều cần phải làm là một cuộc điều tra kỹ lưỡng đối với những tội ác chống lại loài người đó, nếu có thể sẽ là một cuộc điều tra quốc tế. Đây chỉ là một trong những hành vi vi phạm nhân quyền một cách trắng trợn được thực hiện bởi các nhà chức trách Thổ Nhĩ Kỳ bên trong lãnh thổ của họ liên quan tới các chiến dịch quân sự chống lại người Kurd và bên trong lãnh thổ thuộc chủ quyền của Syria"
Ngày 1 tháng 4 năm 2016, Ngoại trưởng Sergei Lavrov nói: "Đã có những thỏa thuận giữa Washington và Moskva về những nguyên tắc cơ bản trong việc giải quyết vấn đề Syria, đó là những nguyên tắc mở rộng và gắn chặt với các quyết định của Nhóm Tham vấn Quốc tế về vấn đề Syria của Hội đồng Bảo an LHQ. Đã có nhiều cân nhắc. Những cân nhắc đó phản ánh thực tế rằng các đối tác từ Hoa Kỳ có những hiểu biết ở mọi cấp độ không chỉ về những thông tin "rò rỉ" từ các cuộc hội đàm ngoại giao mà cả việc cung cấp một cách thô thiển những thông tin sai lệch về những gì đang được thảo luận". Về việc có những đồn thổi xung quanh việc Nga và Mỹ thảo luận về số mệnh chính trị của Tổng thống Syria Assad sau lưng chính quyền Syria, ông Lavrov nói rằng: "Sự thật đã bị bóp méo, những suy diễn đã được dựng lên... Mặc dù Hoa Kỳ đã ký những thỏa thuận trong khuôn khổ Nhóm Tham vấn Quốc tế về vấn đề Syria và ở HĐBA LHQ rằng chỉ người dân Syria mới có thể quyết định vận mệnh đất nước mình nhưng việc chỉ người dân Syria mới có thể quyết định vận mệnh đất nước mình lại là điều được nhắc lại trong nghị quyết của HĐBA về cầu hỏi đối với tương lai của Tổng thống Bashar Assad. Những câu hỏi đó sẽ được trả lời bằng một cuộc bầu cử tự do, dân chủ, những câu hỏi đó được giải quyết bằng một khuôn khổ về tiến trình chính trị, những chi tiết sẽ được HĐBA phê duyệt. Đó là lý do vì sao những đối tác Hoa Kỳ không thể hiểu được việc vận mệnh Syria phải do người Syria quyết định và các đối tác Hoa Kỳ không thể công khai gieo rắc sự nghi ngờ về phương thức chính trị được dành cho Syria vừa nêu.. Những sự "rò rỉ" thông tin một cách bất cản như vậy đang bóp méo sự thật cũng như cho thấy Hoa Kỳ không có khả năng thúc đẩy các đồng minh của Hoa Kỳ ở Trung Đông và ở châu Âu thực thi những nghị quyết của HĐBA LHQ và Hoa Kỳ đã bất lực trong việc đảm bảo rằng người dân Syria với chủ quyền của họ có quyền quyết định tương lai của họ, bao gồm cả giải pháp đối với vấn đề ai sẽ là người lãnh đạo nhân dân Syria".
Ngày 6/04/2014, phản ứng trước việc các thành viên phương Tây trong HĐBA LHQ bác bỏ giải pháp chính trị đối với vấn đề Syria do Nga đề xuất trong đó có việc Nga đề nghị người Kurd ở Syria cần phải có mặt trong các hòa đàm thuộc khuôn khổ vòng 2 cuộc hòa đàm tại Geneva (Thụy Sĩ), Đại diện Nga tại LHQ Vitaly Churkin nói rằng: "Chúng tôi ngạc nhiên trước việc dự thảo của Nga bị các nước phương Tây bác bỏ và phái đoàn Ucraina đã đóng một vai trò tiêu cực có tính phá hoại".

### Phản ứng của Syria
Tổng thống Syria Al-assad trong chuyến thăm Nga ngày 20 tháng 10 năm 2015 đã cảm ơn Nga như sau: "Trước hết, tôi muốn gửi lời cảm ơn sâu sắc của cá nhân tôi đến giới lãnh đạo Liên bang Nga vì đã giúp đỡ Syria. Nếu không có hành động quyết liệt từ Nga thì chủ nghĩa khủng bố giờ đã lan tràn trong khu vực và có thể chiếm được nhiều lãnh thổ hơn nữa...Nga đang giúp "tạo nên một sự cân bằng toàn cầu mới"
Trong cuộc trả lời phỏng vấn với hãng tinh Reuters (Anh), Tổng thống Syria Al-assad khẳng định: "Việc mời một đội quân nước ngoài... là quyền của bất cứ quốc gia nào. Do đó, không ai có thể cấm họ làm điều đó." Tổng thống Syria Bashar al-Assad đã khẳng định rằng người dân Syria không muốn quân đội Nga rời khỏi Syria, kể cả hiện tại lẫn trong tương lai, ông cũng tuyên bố sẵn sàng chấp nhận để các phần tử phiến quân hạ vũ khí nhằm tránh tình trạng máu đổ thêm ở Syria.
Cộng đồng người Syria ở một loạt nước trên thế giới như tại Thủ đô Minsk của Belarus, tại Romania, tại Slovakia, Đức, Ấn Độ, Serbia, Lebanon...đã tổ chức các cuộc tuần hành để bày tỏ sự ủng hộ chiến dịch không kích IS tại Syria của Nga. Theo đại diện của Hiệp hội sinh viên Syria ở Bratislava Ali Assad "Nga đã, đang và sẽ luôn luôn là quốc gia duy trì hòa bình và tuân thủ luật pháp quốc tế".
Ngoại trưởng Syria, Walid Muallem vừa nhận định với hãng tin Sputnik rằng: "Nga đã đang thực hiện chiến dịch không kích hiệu quả hơn 10 lần so với Mỹ. Chúng tôi hi vọng quan hệ hợp tác chống khủng bố giữa Nga và Syria sẽ duy trì vì đây không chỉ là điều tốt cho đất nước chúng tôi mà nó còn là biện pháp tự vệ cho Nga. Với sự phối hợp giữa máy bay Nga và lính bộ binh Syria, quân đội chính phủ giờ đã tái chiếm được nhiều vùng lãnh thổ tại Syria".
Tại các thành phố được giải phóng khỏi tay tổ chức khủng bố Nhà nước Hồi giáo IS, nhiều người dân Syria đã đổ ra đường với khẩu hiệu: "Cám ơn nước Nga, cảm ơn Iran, cảm ơn Hezbolah"

### Phản ứng của Cộng hòa Nhân dân Trung hoa
Trả lời hãng thông tấn ITAR-TASS (Nga), người phát ngôn Bộ Ngoại giao Trung Quốc Hoa Xuân Oánh tuyên bố chiến dịch chống khủng bố của Nga ở Syria là phù hợp với luật pháp quốc tế và Bắc Kinh luôn ủng hộ điều đó, bà nói: "Chúng tôi luôn ủng hộ nỗ lực của các nước, trong đó có Nga, nhằm đảo bảo an ninh quốc tế. Với việc Nga không kích các tổ chức khủng bố ở Syria, chúng tôi cũng đã từng bày tỏ sự ủng hộ và nhấn mạnh rằng Nga tiến hành cuộc chiến chống khủng bố ở Syria theo đề nghị của chính phủ nước này."

### Phản ứng của Ai Cập
Ngoại trưởng Ai Cập Sameh Shoukry nhấn mạnh chiến dịch quân sự của Nga tại Syria giúp ngăn chặn làn sóng đang lan rộng của chủ nghĩa khủng bố cũng như tạo ra 1 cơn lốc mạnh mẽ thổi bay tổ chức khủng bố Nhà nước Hồi giáo. Ông Sameh Shoukry cũng nói: "Chiến dịch can thiệp quân sự của Nga, như chúng ta đang thấy, đã và đang tạo ra những triển vọng và khả năng hạn chế chủ nghĩa khủng bố ở Syria và tiến tới xóa sổ chủ nghĩa khủng bố."

### Phản ứng của Cộng hòa Liên bang Đức
Berlin hoan nghênh khả năng Nga tham gia cuộc chiến chống nhóm Nhà nước Hồi giáo (IS) ở Iraq và Syria, Sputnik dẫn lời người phát ngôn viên Bộ Ngoại giao Đức Martin Schaefer tại cuộc họp báo ngày thứ Sáu (11 tháng 9 năm 2015) cho hay. Ông Martin Schaefer nói: "Chúng tôi rất hoan nghênh nếu Liên bang Nga và Tổng thống Nga, trước mối đe dọa của chủ nghĩa khủng bố Hồi giáo,... sẽ thông qua (quyết định) tham gia cuộc chiến chống Nhà nước Hồi giáo"

### Phản ứng của Iraq
Iraq ủng hộ chiến dịch quân sự của Nga tại Syria.

### Phản ứng của Ấn Độ
Tổng thống Ấn Độ Pranab Mukherjee tuyên bố trong chuyến thăm Jordan vào tháng 10 năm 2015: "Quan điểm của Ấn Độ là các chiến dịch của Nga tại Syria đang chặn đứng bước tiến của nhóm khủng bố Nhà nước Hồi giáo (IS)"

### Phản ứng của Armenia
Armenia ủng hộ chiến dịch quân sự của Nga tại Syria, Armenia cung cấp hậu cần và cho phép Nga vận chuyển khí tài và nhân lực qua không phận nước này

### Phản ứng của Belarus
Belarus ủng hộ chiến dịch quân sự của Nga tại Syria. Ngoại trưởng Belarus tuyên bố: "Cuộc chiến chống lại các kẻ thù và mối thách thức chung cần những nỗ lực toàn diện của Nga với tư cách một trong các cường quốc địa chính trị lớn nhất, chúng tôi ủng hộ một cách tự nhiên đối với các hoạt động phù hợp với luật pháp quốc tế của Nga tại Syria".

### Phản ứng của Iran
Cộng hòa Hồi giáo Iran tham gia liên minh chống các nhóm khủng bố với Nga. Iran đã bày tỏ sự ủng hộ đối với các cuộc không kích của Nga ở Syria (vốn dựa trên đề nghị chính thức của Chính phủ Syria với Liên bang Nga), đồng thời mô tả đây là một bước đi nhằm giải quyết cuộc khủng hoảng trong khu vực. Người phát ngôn Bộ Ngoại giao Iran, bà Marzieh Afkham nêu rõ: "Iran coi chiến dịch quân sự của Nga nhằm vào các nhóm khủng bố vũ trang ở Syria là một bước đi trong cuộc chiến chống chủ nghĩa khủng bố, phù hợp với việc giải quyết cuộc khủng hoảng hiện nay trong khu vực."

### Phản ứng của Hoa Kỳ
Ngày 30/3, Thư ký báo chí Bộ Quốc phòng Mỹ Peter Cook cho biết: "Rõ ràng, họ đã tập trung chủ yếu vào tiêu diệt tổ chức khủng bố Nhà nước Hồi giáo (IS). Đó là điều tốt. Chúng tôi khuyến khích ngay từ đầu. Nga đã đóng vai trò mang tính xây dựng trong việc xúc tiến thỏa thuận tạm ngưng thù địch tại Syria. Không bên nào có tầm ảnh hưởng tới chính phủ Syria hơn Nga trong việc thúc đẩy tiến trình chuyển tiếp chính trị. Và chúng tôi hy vọng, họ sẽ sử dụng đòn bẩy này mang tính xây dựng nhất có thể. Chúng tôi hoàn toàn khuyến khích Nga".
Ngày 26/02/2016, Ngoại trưởng Mỹ John Kerry tuyên bố: "Nga đóng vai trò then chốt đối với thỏa thuận ngừng bắn tại Syria". Trước những nghi ngờ về vai trò tích cực của Nga, ông Kerry ngày 5/4/2016 nhấn mạnh, nếu Nga không đóng một vài trò xây dựng thì các bên đã không có được thỏa thuận với Iran, không giải giáp được vũ khí hóa học ở Syria, không có cả lệnh chấm dứt các hành động thù dịch và đưa các bên tại Syria ngồi vào bàn đàm phán Geneva